# Canon de 340 mm/45 modèle 1912
Le canon de 340 mm/45 modèle 1912 est un canon naval de gros calibre utilisé par la marine française durant la Première puis la Seconde Guerre mondiale.

## Histoire

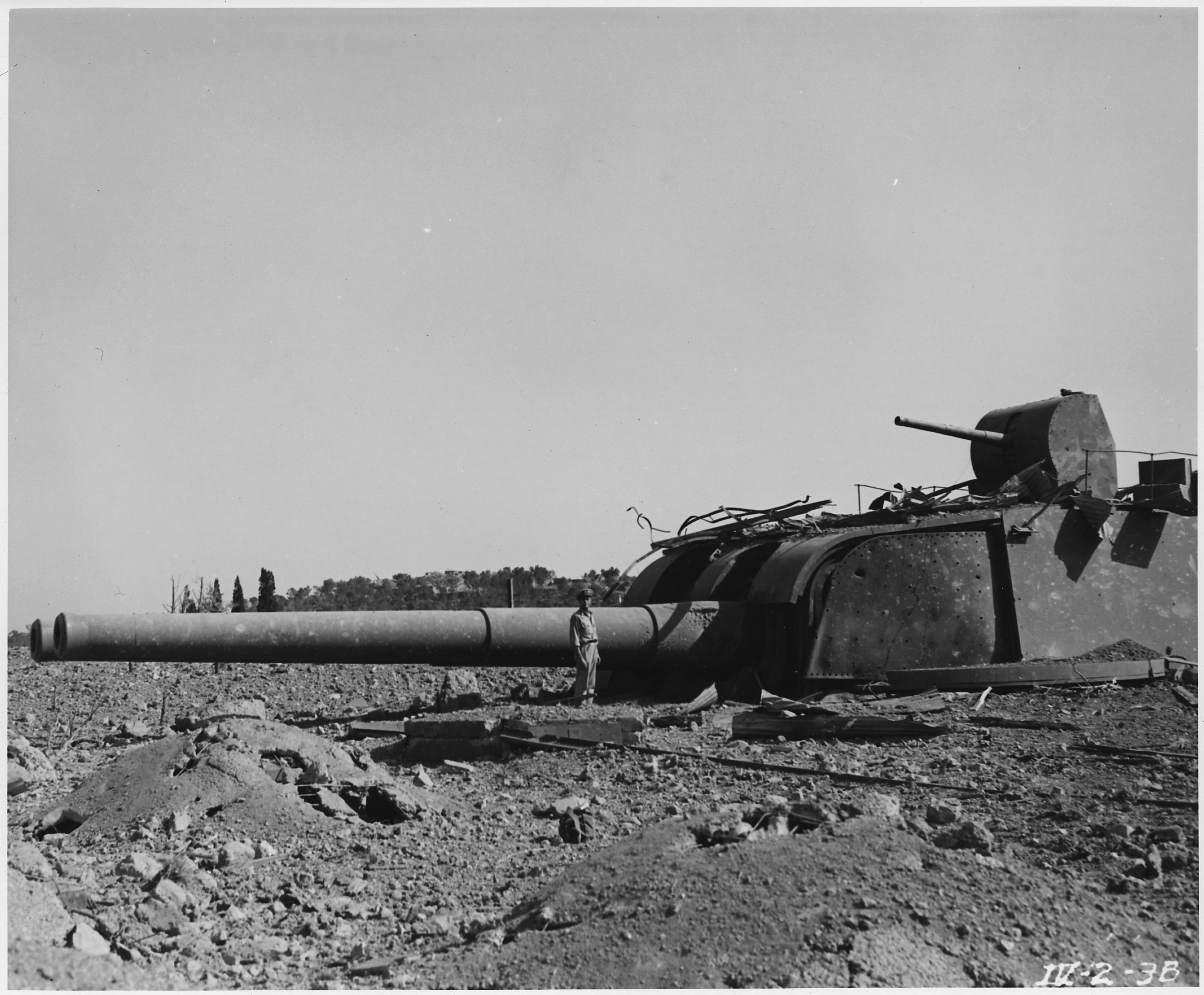
Tourelle C de la batterie de 340 de Saint-Mandrier, septembre 1944

Lorsque le Royaume-Uni construit ses super-dreadnoughts, la France décide d'augmenter la taille des canons de ses batteries principales. Elle lance la construction de trois super-dreadnoughts, la classe Bretagne, équipés de cinq tourelles doubles de canons de 340 mm.
Les canons sont de bonne facture et considérés comme étant excellents, mais leur installation sur les navires est handicapée par une mauvaise direction de tir et une élévation limitée, raccourcissant ainsi la portée maximale.
Les deux classes de cuirassé suivantes, les Normandie et Courbet, sont arrêtées avant la fin de la guerre. Les canons de celles-ci sont alors utilisés lors de la refonte des Bretagne dans les années 1930. Le reste des canons est utilisé comme artillerie côtière, quatre d'entre eux (tracé de 1922) étant montées en tourelles jumelées au cap Cépet, non loin de Toulon. Quatre autres (tracé de 1922) sont installés à El Metline en Tunisie. À partir de 1915, douze canons disponibles avaient été utilisés dans l'Artillerie lourde sur voie ferrée, sous le nom de 340 modèle 1912 à berceau (en) et 340 modèle 1912 à glissement (en).
Lors du sabordage de la Flotte à Toulon en 1942, une tourelle (tourelle F) de la batterie de 340 de Cépet, à Saint-Mandrier, est également sabordée. Deux tubes du cuirassé Provence, sabordé en rade, seront récupérés et montés dans la tourelle F par les Allemands et des ouvriers français obligés, entre février et avril 1944. Lors du débarquement de Provence, un seul tube de la tourelle F tirera environ 250 coups de 340 sur les bâtiments Alliés. L'autre tube était en avarie de récupérateur. L'autre tourelle, la C, avait été touchée dès le 16 août par une bombe d'avion et était totalement immobilisée,.